# 가와사키 C-2
가와사키 C-2는 일본의 가와사키 중공업이 개발중인 군용 수송기이다. 일본 항공자위대는 40대를 구매하려고 한다. 기존의 C-130 수송기를 교체할 것이다.
일본만이 아니라, 유럽도 유럽판 C-130인 C-160을 에어버스 A400M으로 교체하려고 독자 개발 중이며, 브라질도 C-130을 대체할 중형 수송기 엠브라에르 C-390을 독자적으로 개발하여 운용 중이다.

## 개발

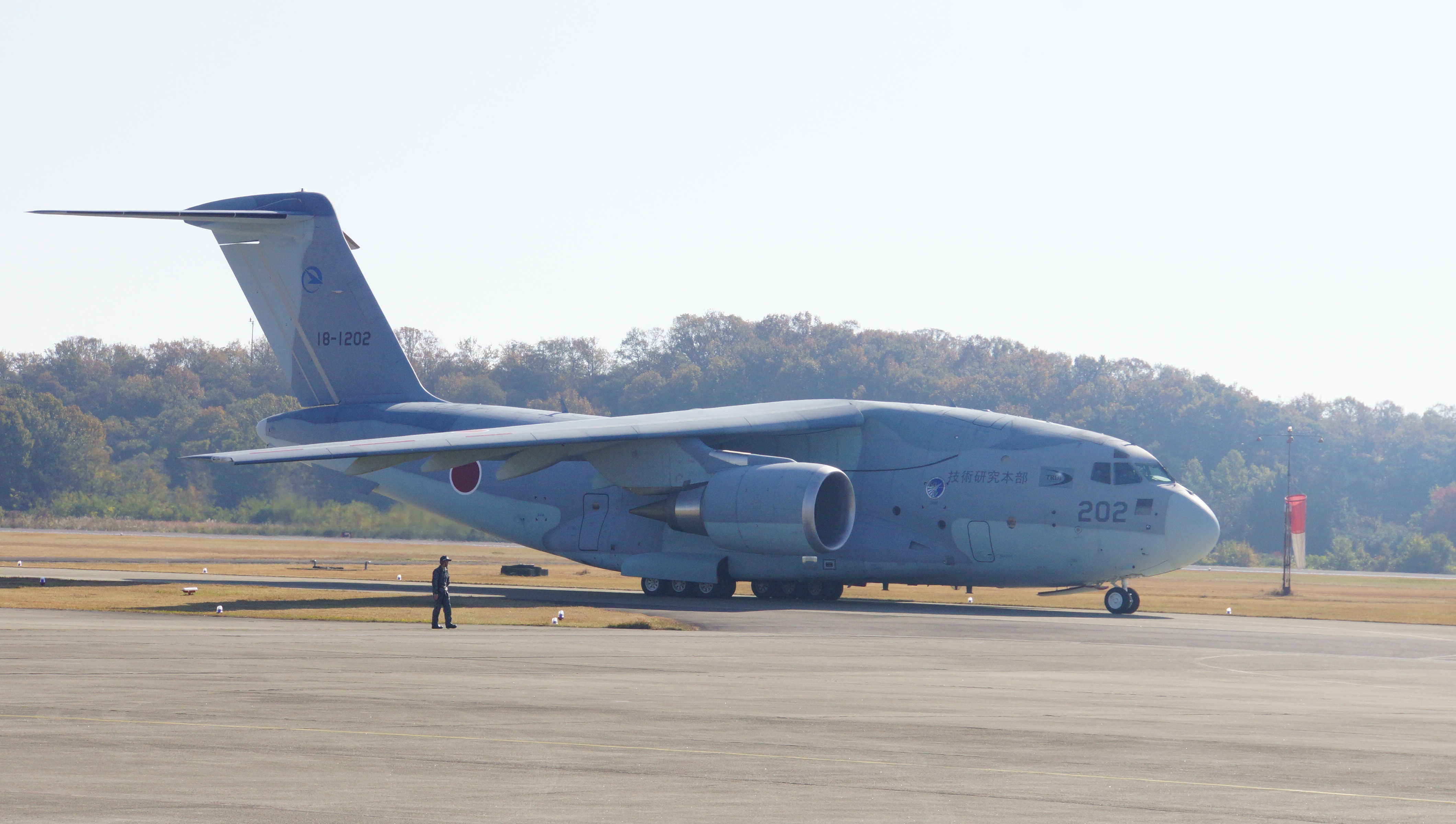
기체 앞에서의 사람의 크기다.

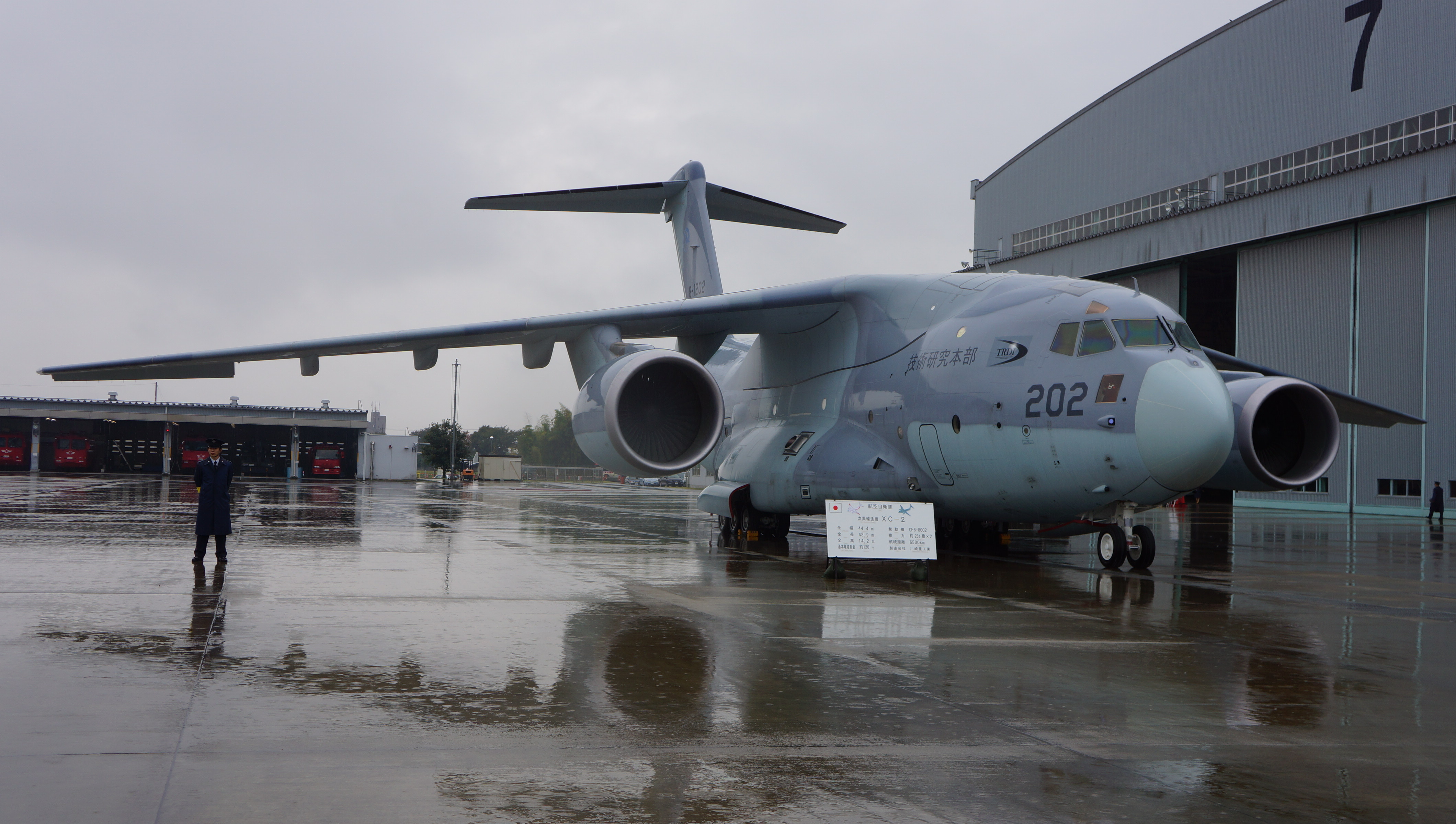
기체 앞에서의 사람과 트럭의 크기다.

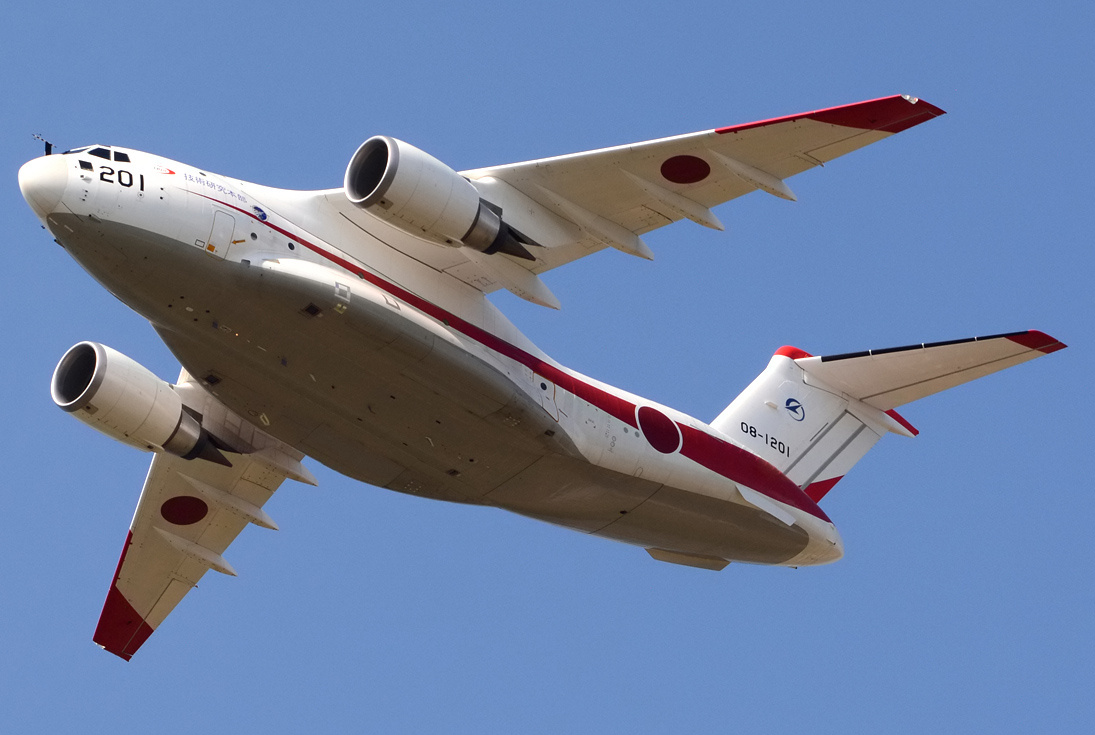
기체의 밑바닥 부분이다.

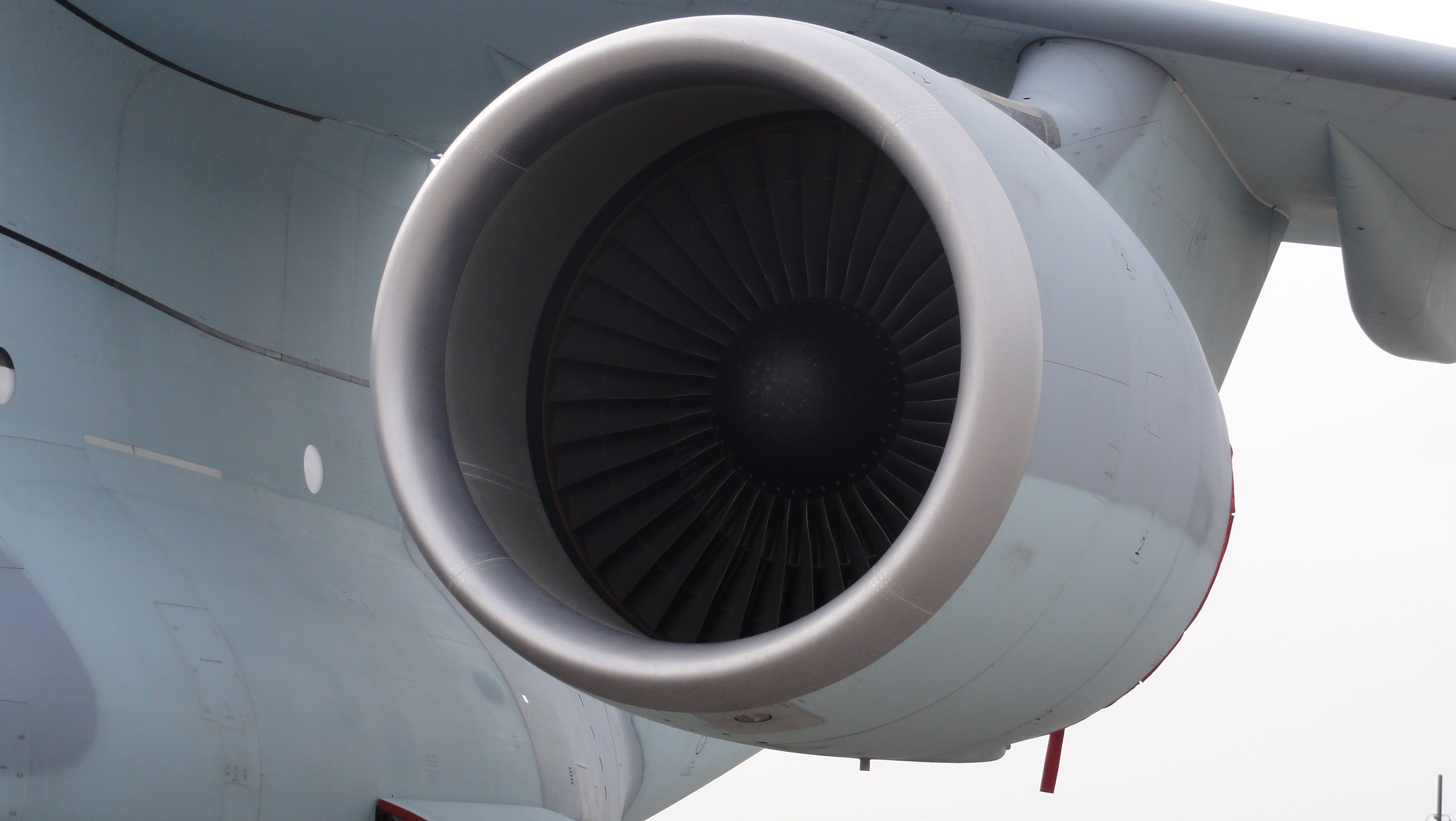
기체의 엔진의 모습이다.

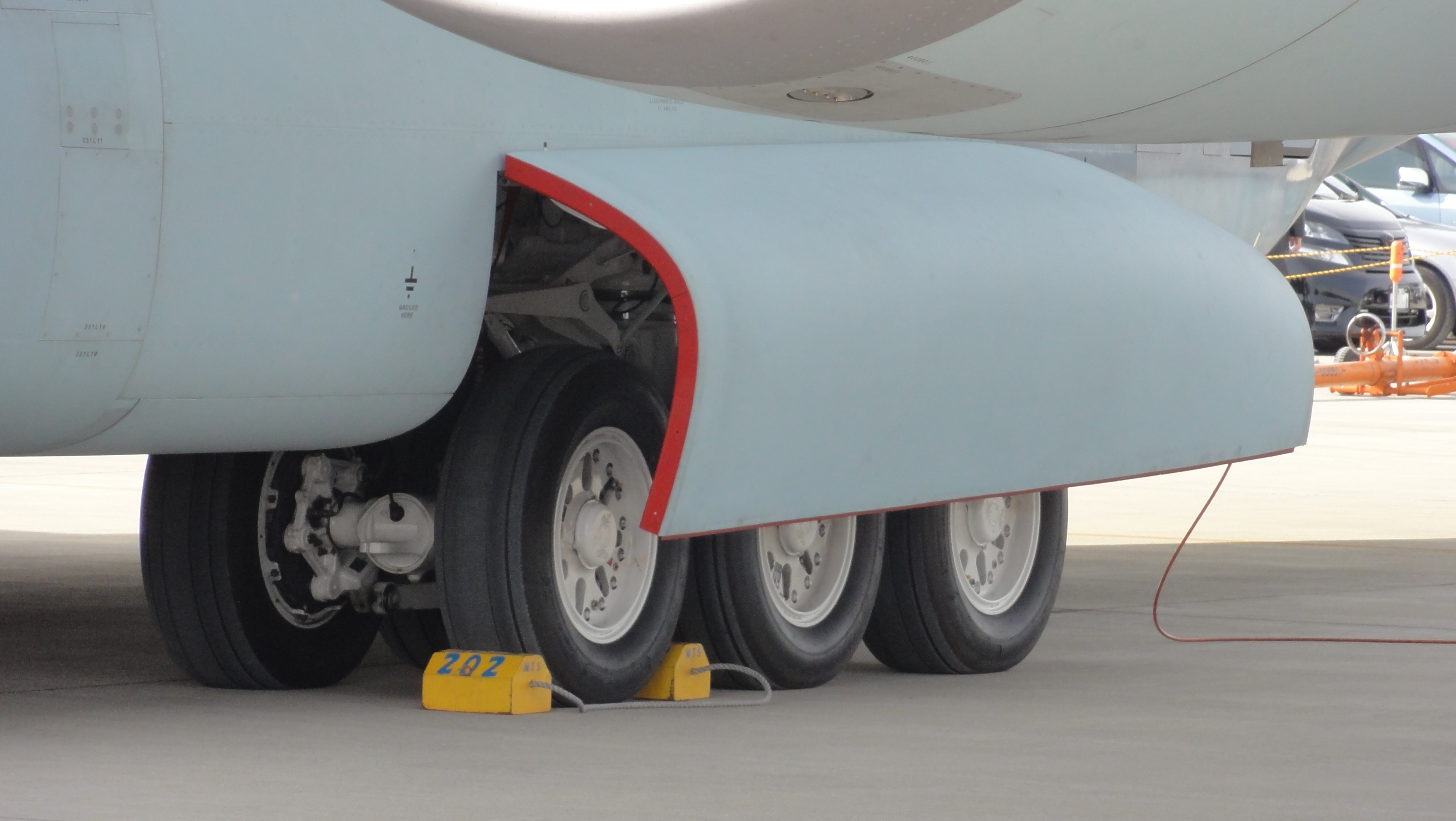
기체의 바퀴의 모습이다.

2001년 일본 방위청은 구형인 가와가키 C-1 수송기를 교체하기 위해, 신형 수송기 구매를 결정했다. 미국 C-130J, C-17, 에어버스 A400M을 연구했는데, 모두 기준을 만족하지 못해 독자개발하기로 하였다.
비용을 줄이기 위해 가와사키 P-1을 개발중인 가와사키 중공업으로 개발자가 선정되었다. 엔진과 주요 부품이 함께 사용될 것이다. 가와사키 P-1은 P-3 오라이온을 교체하게 될 일본산 대잠초계기이다. 미국의 차기 대잠초계기 P-8 포세이돈과 성능이 비슷하며, 보잉 737 여객기와도 비슷한 크기이다.

## 운용국
- 일본 - 3기

## 제원
정보의 출처: khi.co.jp flightglobal.com
일반 특성
- 승무원: 3
- 용량: Length 16 m x Width 4 m x Height 4 m
- 화물탑재량: 37,600 kg (84,000 lb)
- 길이: 43.9 m (144 ft)
- 날개폭: 44.4 m (145 ft 8 in)
- 높이: 14.2 m (46 ft 7 in)
- 공허중량: 60,800 kg (133,920 lb)
- 최대이륙중량: 120,100 kg (265,000 lb)
- 엔진: 2× GE CF6-80C2K1F[7], 59,740 lbf (266 kN) 각각

성능
- 순항속도: Mach 0.8 (550 mph, 890 km/h)
- 항속거리: 6500 km (4,039 mi; 3,510 nmi)[5] at 30-tonne payload
- Ferry range: 10,000 km (6,214 mi; 5,400 nmi)
- 상승한도: 40,000 ft (12,200 m)

## 같이 보기
관련 개발
- 가와사키 P-1
- 가와사키 YPX

유사 항공기
- 에어버스 A400M
- 엠브라에르 C-390
- 안토노프 An-70